# Robert C. Vose
Pour les articles homonymes, voir Vose.
Robert Churchill Vose, né le 12 septembre 1873 à North Attleborough et décédé en 1964, est un collectionneur d'art et un marchand d’œuvres d'art américain basé à Boston.

## Biographie
Le grand-père de Robert Vose, Joseph, achète en 1850 la Westminster Gallery à Providence. Son fils, Seth, lui succède et se spécialise dans l'école de Barbizon. Il expose le premier Corot montré aux États-Unis. En 1897, Robert Vose, le fils de  Seth, ses études achevées, ouvre une annexe de la Westminster Gallery à Fall River dans le Massachusetts. Il y expose A. T. Bricher et George Inness.
Il en laisse la gestion à Nathaniel, son frère, et à son cousin, Charles Thompson, tandis qu'il se consacre à exposer sa collection d'artistes de Barbizon, mais aussi Allemands, Anglais et Américains, dans toute l'Amérique. En 1915, Robert Churchill Vose achète l'entreprise d'encadrement Carrig-Rohane. En 1924, Nathaniel ouvre sa propre galerie à Providence.
Il est marié à Helen (Williams). Ils ont trois fils de Robert, Robert C. Vose, Jr., Seth Morton Vose II, et Herbert Vose, qui rejoignent la galerie en 1931. En 1939, la société Carrig-Rohane ferme et ses activités continuent de se développer au sein de la galerie.
En 1960, son fils Robert C. Vose, Jr. rachète une maison sur Newbury Street à Boston où se trouve la galerie aujourd'hui. Terry Vose a publié les mémoires de son père Robert Churchill dans un ouvrage intitulé Contes d'un marchand d'art: L'histoire des galeries Vose à Boston (Tales of an art dealer : the history of Vose Galleries Boston). En 1984, Robert C. Vose, Jr. laisse les rênes de la galerie à ses deux fils, Robert et Abbot.

## Expositions
- Donna Heinley, Alexandra R. Murphy, Barbizon Returns to Vose, catalogue, octobre 1993